# Get Happy!!
Get Happy!! é uma álbum de soul music gravado por Elvis Costello and the Attractions e lançado em 1980.
Baseado no estilo de soul popularizado pelo selo estadunidense Staxx, o disco contém faixas como "Riot Act", "New Amsterdam", "Motel Matches" e "High Fidelity".